# تشاه شيرين (ديلم)
تشاه شيرين (بالفارسية: چاه‌شیرین) هي قرية تقع في قسم ليراوي الأوسط الريفي (مقاطعة ديلم) في إيران. يقدر عدد سكانها بـ 27 نسمة .